# Nordstrand, Nemčija
Nordstrand (severnofrizijsko Noordströön) je polotok in bivši otok v Severni Friziji na nemški obali Severnega morja. Je del okrožja Nordfriesland, ki sodi v zvezno državo Schleswig-Holstein. Na površini 50 km² živi 2.300 ljudi. Ima dve občini: Nordstrand in manjšo Elisabeth-Sophien-Koog, ki obe sodita pod Amt Nordsee-Treene.